# Nándor Fazekas

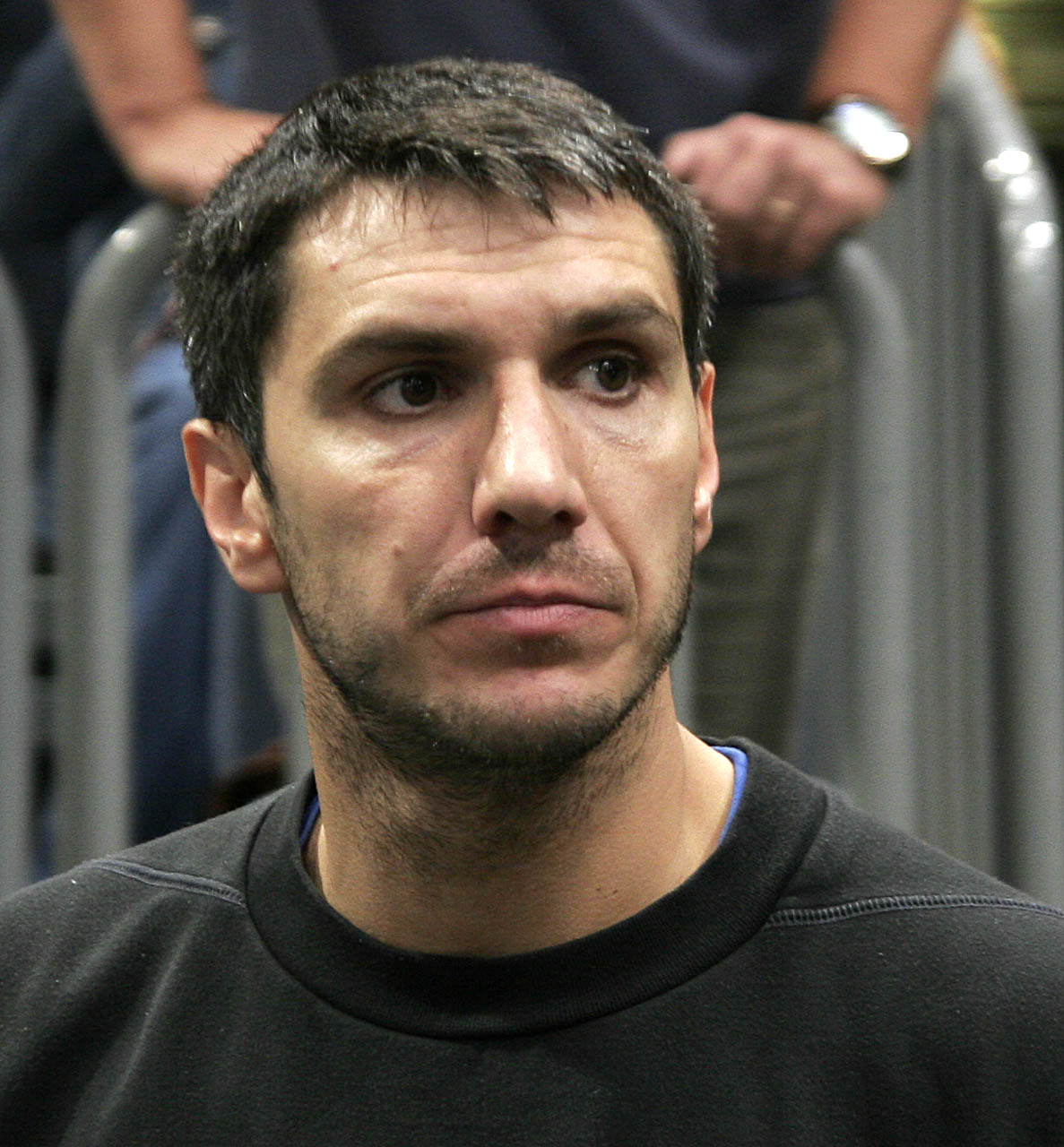
Nándor Fazekas, 2007.

Nándor Fazekas, 16 oktober 1976 i Kecskemét, är en ungersk tidigare handbollsmålvakt. Hans seniorkarriär sträckte sig från 1994 till 2020, framför allt i det ungerska topplaget Veszprém KC (perioderna 1994–1997, 1998–2004 och 2009–2014). Han spelade 238 landskamper för Ungerns landslag. Han deltog vid OS 2004 i Aten och 2012 i London.